# Шибаева, Юлия Артемьевна
Юлия Артемьевна Шибаева (27.03.1908, с. Медведь, Новгородский уезд, Новгородская губерния — ?, Москва) — этнограф, кандидат исторических наук (1947), специалист по этнографии хакасов, народов Средней Азии.

## Биография
Окончила этнографический факультет Московского государственного университета (1930). По окончании университета работала в Узбекском музее (г. Самарканд), в Центральном музее народов СССР (г. Москва). С 1932 — научный сотрудник государственной академии ИМК, участник ряда археологических экспедиций. В 1936—1937 — научный сотрудник кабинета истории Института повышения квалификации кадров народного образования (г. Челябинск).
В 1943—1949 — старший преподаватель кафедры истории учительского и педагогического институтов (г. Абакан), одновременно научный сотрудник Хак. НИИ языка, лит-ры и истории. С 1945 приняла участие в научных экспедициях, собрала большой материал по этнографии хакасов. С 1949 — доцент кафедры истории Таджикского государственного университета им. В. И. Ленина.
Шибаева — автор ряда работ по этнографии хакасов. Кандидатская диссертация «Пережитки родового строя у хакасов в системе родства и семейно-брачных отношениях» (1947). В 1950—1960-е занималась проблемой происхождения киргизов Восточного Памира.

## Сочинения
- Пережитки родового строя у хакасов. Рукопись диссертации на соискание ученой степени кандидата исторических наук. Абакан, 1947 (рукописный фонд Хакасского НИИЯЛИ, № 345).
- Пережитки родового строя у хакасов в системе родства и семейно-брачных отношениях. Автореф. канд. дисс. М., 1947.
- Пережитки эпохи матриархата у хакасов // СЭ. 1948. № 1. С. 202—204.
- Система родства у хакасов (Вариант классификационной системы родства) // Уч. зап. Тадж. гос. ун-та. 1954. Сер. гуманит. наук. Т. 2. C.12I—136.
- Материалы по жилищу мургабских киргизов / Сообщ. Тадж. РИКМ. Вып. II. Сталинабад, 1955.
- Одежда хакасов. Сталинабад, 1959.
- Влияние христианизации на религиозные верования хакасов (религиозный синкретизм хакасов) // Христианство и ламаизм у коренного населения Сибири. Л., 1979. С. 180—197.